# Zdena Frýbová
Zdena Frýbová (* 30. September 1934 in Prag; † 22. Februar 2010 ebenda), Pseudonym Zdena Redlová, war eine tschechische Schriftstellerin und Journalistin.

## Werke
Sie gehörte zu den Schriftstellern, die die Probleme des realen Sozialismus – darunter auch zensur-kontroverse Themen – in ihren Werken unpolitisch ansprach. Ihre Geschichten spielten sich meist im medizinischen und wissenschaftlichen Umfeld ab.
In Příběh z lékárny (Ein Ereignis in der Apotheke, 1965) analysierte sie die Gründe einer Ehekrise. In Z neznámých důvodů (Aus unbekannten Gründen), beschrieb sie in humorvoller Weise ein Forschungsinstitut und die Probleme der Beschäftigten. In Robin beschrieb sie ebenfalls auf humoristische Weise die Erziehung eines Hundes und verlieh dem Hund eine menschliche Stimme.
Nach November 1989 fing sie an politisch zu schreiben. Sie war linksorientiert, allerdings mit der Ansicht, dass das meiste falsch gemacht wurde. Sie trauerte nicht dem Kommunismus nach, suchte vielmehr einen dritten Weg. Neben Mafie po česku (Mafia, tschechisch, 1990) und Mafie po listopadu (Mafia nach November, 1992) folgte die Fortsetzung des Romans Robin, in der sich der Hund zur politischen Situation äußerte.
| Personendaten    | Personendaten                                  |
| ---------------- | ---------------------------------------------- |
| NAME             | Frýbová, Zdena                                 |
| ALTERNATIVNAMEN  | Redlová, Zdena (Pseudonym)                     |
| KURZBESCHREIBUNG | tschechische Schriftstellerin und Journalistin |
| GEBURTSDATUM     | 30. September 1934                             |
| GEBURTSORT       | Prag                                           |
| STERBEDATUM      | 22. Februar 2010                               |
| STERBEORT        | Prag                                           |